# Académie Saint-Dominique
L’Académie Saint-Dominique est une institution américaine privée d’enseignement catholique, située à Auburn et à Lewiston dans le Maine, et dans le diocèse de Portland.
Elle offre une éducation de niveau primaire et secondaire pour les adolescents de Lewiston-Auburn. Elle fait également la promotion du français dans un environnement anglophone. L'école récolte des financements des neuf paroisses environnantes.

## Historique
L’école a été fondée en 1941 dans le but de donner une éducation catholique pour les jeunes du centre de l'État du Maine.
Elle a été l’idée du  Père Hervé Drouin, père dominicain pour la paroisse de Saint-Pierre-et-Saint-Paul à Lewiston. L'ancienne école était située au club Dominicain sur la rue Barlett à Lewiston. Elle fut administrée par les Frères du Sacré-Cœur.
Le père Drouin entreprit la construction d'une aréna pour pouvoir financer son école avec les profits générés. La communauté l'appuya avec des contributions en terrain, machineries lourdes, et de main-d'œuvre.  En même temps, la paroisse commença une quête appelée La Marche des Dix Sous pour aider à financer l'école, qui dura quinze ans.
Les premières classes ont eu lieu en 1945. Cependant en 1956, l'aréna prit feu et fut détruite. L'aréna fut reconstruite à l'endroit même ou la nouvelle école devait être construite. En 1966, sans nouvelle école comme prévu, les sœurs dominicaines ne pouvaient plus offrir leurs services. Le financement demeura un problème pour plusieurs années à venir.  Les années 1970, 1980, et 1990 ont vu la diminution des enseignants religieux remplacé par des enseignants laïques. Les derniers Frères du Sacré-Cœur partirent en 1995. Les frais de scolarité et le curriculum augmenta pour répondre aux besoins manquants.

## Nouvelle École
À l'automne de 1998, les plans furent annoncés pour la construction d'une nouvelle école. Sous la direction du Père Joseph Gerry, (OSB, Dph, D.D.), un comité fut établi pour lever des fonds. Le 8 août 2000, fête de saint Dominique, la construction commença. Plus de 300 individus participèrent. L'école Saint-Dominique fut construite sur un terrain de 68 acre, don de M. et Mme John Schiavi. Après plusieurs mois de construction, la nouvelle école fut inaugurée le 6 janvier 2002.

## Académie Saint-Dominique
Dès l'automne, 2010, l'école secondaire Saint-Dominique se nommera désormais l'Académie Saint-Dominique.  Les classes de la première à la sixième année seront sur le campus de l'école Sainte-Croix à Lewiston, Maine, celles de la septième à la douzième année sur le campus actuel à Auburn, Maine.